# Década de 750 a.C.

## Eventos e tendências
- 756 a.C. - Fundação de Cízico.
- 755 a.C. - Assurnirari V sucede Assurdã III como rei da Assíria
- 755 a.C. - Ésquilo, rei de Atenas, morre após um reinado de 23 anos e é sucedido por Alcmeão.
- 753 a.C. - Alcmeão, rei de Atenas, morre após um reinado de 2 anos. Ele é substituído por Cárops, eleito Arconte por um mandato de dez anos.

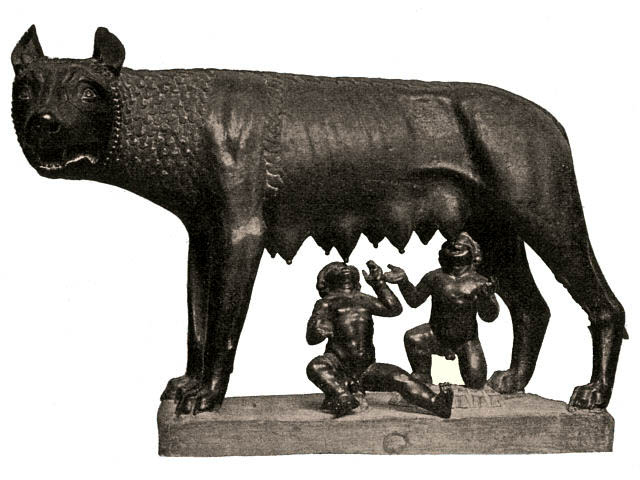
Rômulo e Remo

- 753 a.C. - A cidade de Roma e o Reino Romano foram fundados, de acordo com a tradição romana, e é governada pelo primeiro rei de Roma, Rômulo. Início do calendário romano' Ab urbe condita'. Roma adota o alfabeto etrusco, que os próprios etruscos adotaram dos gregos. Definido por Varrão, esta foi a data mais comum usada.
- 752 a.C. - Rômulo, primeiro rei de Roma, comemora o primeiro triunfo romano após sua vitória sobre os Ceninenses, após o estupro das mulheres sabinas. Ele comemora um novo triunfo no final do ano sobre Antêmnas.
- c. 750 a.C. — Homem e Centauro, talvez de Olímpia, é feito. Agora está no Museu Metropolitano de Arte de Nova Iorque .
- c. 750 a.C. - os gregos estabelecem colônias na Itália e na Sicília.[1]
- c. 750 a.C. - 700 a.C. - Vaso Funerário (cratera), do Cemitério Dípilo, Atenas, é feito. Atribuído à oficina Hirschfield. Agora está no Museu Metropolitano de Arte de Nova Iorque.

## Pessoas significativas
- Sisaque V, Faraó da Vigésima segunda dinastia do Egito (767 - 730 a.C.)
- Osocor III, Faraó da vigésima terceira dinastia do Egito (787 –759 a.C)
- Taquelote III, Faraó da vigésima terceira dinastia do Egito (764-757 a.C.)
- Rudamom, Faraó da vigésima terceira dinastia do Egito (757–754 a.C.)
- Ini, Faraó da vigésima terceira dinastia do Egito (754–715 a.C.)
- Niumatepede, rei dos líbios (775 - 750 a.C.)
- Titaru, rei dos líbios (758– 750 a.C.)
- Quer, rei dos líbios (750-745 a.C.)
- Manavá, autor do texto geométrico indiano dos Sulba Sutras. (b. 750 a.C.)
- Uzias, rei de Judá (791 - 740 a.C)
- 759 a.C. - Alexandre, rei de Corinto, morto por seu sucessor Telestes.
- 757 a.C. - Nascimento do duque Zhuang de Zheng